# Bill Nunn
William Goldwyn "Bill" Nunn III (Pittsburgh, 20 oktober 1953 – aldaar, 24 september 2016) was een Amerikaans acteur.
Nunn was de zoon van redacteur Bill Nunn en groeide op in Pennsylvania. Hij maakte zijn filmdebuut in de Spike Lee-film School Daze uit 1988. Vervolgens verscheen hij in meerdere films geregisseerd door Spike Lee, waaronder Do the Right Thing (1989), waarin hij de rol van Radio Raheem speelde. Verder speelde hij onder andere in New Jack City (1991), Sister Act (1992) en de Spider-Man-films (2002-2007) van Sam Raimi als Joseph "Robbie" Robertson.
Nunn overleed op 24 september 2016 aan leukemie op 62-jarige leeftijd.

## Filmografie  (selectie)
- School Daze (1988)
- Do the Right Thing (1989)
- Def by Temptation (1990)
- Cadillac Man (1990)
- Mo' Better Blues (1990)
- White Lie (1991)
- New Jack City (1991)
- Regarding Henry (1991)
- Sister Act (1992)
- Loaded Weapon 1 (1993)
- Canadian Bacon (1994)
- The Last Seduction (1994)
- New York Undercover (Serial TV) (1995)
- True Crime (1995)
- The Affair (1995)
- Candyman: Farewell to the Flesh (1995)
- Things to Do in Denver When You're Dead (1995)
- Money Train (1995)
- Extreme Measures (1996)
- Bulletproof (1996)
- Touched by an Angel (tv-serie) (1996)
- Quicksilver Highway (1997)
- Kiss the Girls (1997)
- Ellen Foster (1997)
- He Got Game (1998)
- Always Outnumbered (1998)
- The Legend of 1900 (1998)
- Food for the Heart (1999)
- Foolish (1999)
- Passing Glory (1999)
- The Tic Code (2000)
- Lockdown (2000)
- The Job (tv-serie) (2001–2002)
- Spider-Man (2002)
- People I Know (2002)
- Runaway Jury (2003)
- Spider-Man 2 (2004)
- Idlewild (2006)
- Randy and the Mob (2007)
- Firehouse Dog (2007)
- Spider-Man 3 (2007)
- A Raisin in the Sun (2008)
- Won't Back Down (2012)
- Sirens (tv-serie) (2014)